# Jiwo Wetan
Jiwo Wetan is een bestuurslaag in het regentschap Klaten van de provincie Midden-Java, Indonesië. Jiwo Wetan telt 1928 inwoners (volkstelling 2010).